# Фрейре, Паулу
Паулу Фрейре (порт. Paulo Freire, 19 сентября 1921, Ресифи, Бразилия — 2 мая 1997, Сан-Паулу, Бразилия) — бразильский психолог-педагог, теоретик педагогики.

## Биография
Уроженец семьи среднего достатка из Ресифи (Пернамбуку), Фрейре познал голод и нищету в годы экономического кризиса 1930-х, когда тяжёлое экономическое положение не позволяло ему получить полноценное образование. В 1931 году семья перебралась в Жабоатан-дус-Гуарарапис.
В 1943 году Фрейре поступил в Университет Ресифи. Хотя он учился на юриста, много времени он уделял изучению философии (в особенности феноменологии) и психологии языка. После выпуска он решил не работать по специальности, а стал учителем португальского языка в средней школе. В 1944 году он женился на Эльзе Майе Косте де Оливейре, с которой вместе работал в школе и воспитал пятерых детей.
В 1946 году Фрейре был назначен директором Отдела образования и культуры социальной службы штата Пернамбуку.
Свои идеи о философии образования он изложил в докторской диссертации, защищённой в Университете Ресифи в 1959 году. Там же он преподаёт историю и философию педагогики. В 1961 году Фрейре был назначен директором Департамента культурного развития в Университете Ресифи.

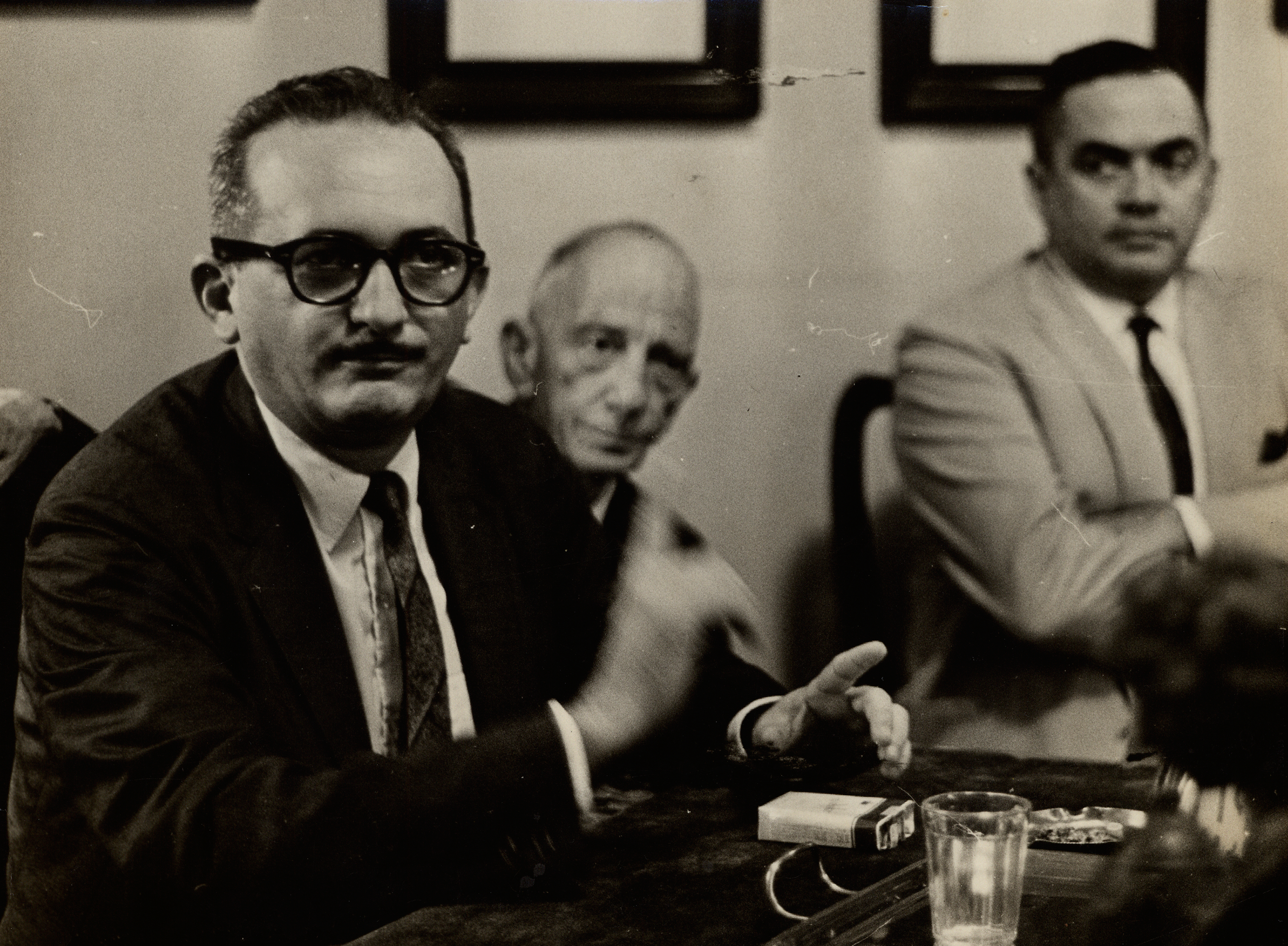
Паулу Фрейре, 1963.

В 1962 году он получает возможность применить свою теорию на практике и обучает 300 неграмотных работников сахарных плантаций читать и писать за 45 дней. После этого бразильское правительство левоцентристского президента Жуана Гуларта одобряет создание тысяч подобных культурных кружков по всей стране.
В 1964 году, после правого военного переворота, диктатура запрещает их деятельность. Фрейре, христианский социалист, симпатизировавший Кубинской революции и левым движениям в стране, был арестован и заключён в тюрьму как «предатель», где находился 70 дней. После изгнания и кратковременного пребывания в Боливии, Фрейре 5 лет работает в Чили на местное христианско-демократическое правительство и ФАО при ООН, в том числе в Чилийском институте аграрных реформ над программой образования взрослых.
В 1967 году Фрейре публикует свою первую книгу «Образование как практика свободы» (англ. Education as the Practice of Freedom). За которой следует его самая известная книга «Педагогика угнетённых» (порт. Pedagogia do Oprimido, англ. Pedagogy of the Oppressed), впервые опубликованная в Португалии в 1968 году. В 1970 году книга была переведена на испанский и английский языки. В самой Бразилии книга была издана только в 1974 году в условиях ослабления авторитарного режима.
Проведя год в Кембридже (штат Массачусетс), где он преподавал в педагогической школе Гарвардского университета, Фрейре перебрался в Женеву (Швейцария), где был специальным советником Всемирного совета церквей в вопросах образования. Кроме того, он консультировал левые движения, пришедшие к власти в бывших португальских колониях (в том числе в Мозамбике и Гвинее-Бисау), в области создания образовательных систем и борьбы с неграмотностью.
На родину Фрейре смог вернуться только в 1980 году. Фрейре вступил в Партию трудящихся и отвечал за партийную программу ликвидации неграмотности среди взрослого населения Сан-Паулу с 1980 по 1986 год. Когда ПТ победила на муниципальных выборах 1988 года, Фрейре был назначен секретарём по образованию штата Сан-Паулу.

## Творчество

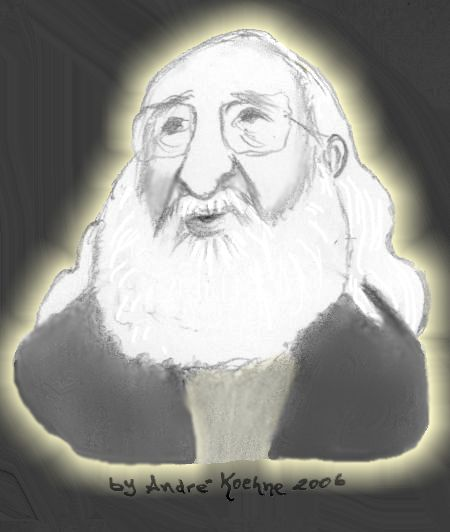
Шарж на Паулу Фрейре

Паулу Фрейре работал в области народного образования и занимался философией образования, что позволило объединить не только классические подходы Платона, но и современную марксистскую критику и теорию борьбы с колониализмом. «Педагогику угнетённых» можно рассматривать как развитие или ответ на книгу Франца Фанона «Проклятьем заклеймённые» (фр. Les Damnés de la Terre), в которой подчёркивается необходимость обеспечения коренного населения таким образованием, которое будет являться одновременно современным (вместо традиционного, патриархального) и анти-колониальным (а не просто насаждением культуры колонизаторов).
Среди представителей различных философских позиций, повлиявших на его мировоззрение, он называл следующие имена: «Сартр и Мунье, Эрих Фромм и Луи Альтюссер, Ортега-и-Гассет и Мао, Мартин Лютер Кинг и Че Гевара, Унамуно и Маркузе».
По мнению Фрейре, диалог не заканчивается двусторонними отношениями между сторонами, поскольку он по-прежнему является частью мирового диалога, чтобы стороны пришли к мировому соглашению, как Фрейре часто говорил. Следовательно, сложно вести диалог между теми, кто выступает за мир и теми, кто против примирения; между теми, кто лишает других права на свободу слова, и теми, кто лишен этого права.

## Сочинения
- Паулу Фрейре. «Образование как практика освобождения». (Фрагмент в формате PDF)
- Фрейре П. Педагогика угнетенных = Pedagogia do Oprimido (1970) / Пер. Н. Демьянова. — М.: Радикальная теория и практика, 2019. — 176 с. — 500 экз.